# مايكل وينر (حكم كرة قدم)
مايكل وينر (بالألمانية: Michael Weiner)‏ (و. 1969  م) هو حكم كرة قدم، ولاعب كرة قدم ألماني.